# Gunnar Prokop
Gunnar Prokop (født 11. juli 1940 i St. Pölten) er en håndboldtræner fra Østrig. Han har tidligere været præsident og træner for klubben Hypo Niederösterreich i en årrække, og været landstræner for Østrigs damelandshold.

## Historie

### Atletik
Prokop startede sin karriere ved Sommer-OL 1964 i Tokyo, da han blev træner for atleten Liese Sykora, som han i 1965 også blev gift med. Som atletiktræner fik han flere store resultater, med hustruens sølvmedalje ved Sommer-OL 1968 som et af højdepunkterne.

### Håndbold
I 1972 skiftede han over til damehåndbold, hvor han var med til at stifte klubben Hypo Niederösterreich. Klubben har siden 1977 vundet det østrigske mesterskab hvert år. Op igennem 1980'erne begyndte han at opbygge et europæisk tophold, da han havde ambitioner om at skabe Europas bedste klubhold. Hans første internationale finale kom i 1987, da klubben tabte i EHF Cup. I 1989 vandt han og klubben Europa Cuppen for Mesterhold, (nuværende EHF Champions League) for første gang. I alt har han været med til at vinde den fornemmeste klubturnering otte gange.

#### Karantæne og bandlysning
Har han har altid været kendt for at være en meget kontroversiel og temperamentsfuld træner, ligesom han i interviews er kommet med kvindefjendske bemærkninger og invitere dommere på betalte ophold. Den 29. oktober 2009 overtrådte han alle fair play regler i sportens verden, da han i en Champions League kamp mod Metz Handball syv sekunder før dommerens sidste fløjt med stillingen 27-27, gik ind på banen og væltede en fransk modspiller omkuld i et frit opløb mod mål. Derefter forlod han smilende banen igen, og i efterfølgende interviews angrede eller undskyldte han ikke overfaldet, men derimod kaldte det "taktisk smart". 3. november var han kommet på andre tanker, og meddelte han trådte tilbage som træner og samtidig ville opsøge en psykolog.
Den 4. november 2009 idømte det europæiske håndboldforbund Prokop tre års karantæne fra alt håndbold, og bandlyst på livstid fra alt politisk og organisatorisk arbejde på internationalt plan. Desuden fik han en personlig bøde på 45.000 euro, samt Hypo Niederösterreich frataget point, og modtog en bøde på 30.000 euro. Hans personlige bøde blev dog senere nedsat til 10.000 euro.

## Privat
Gunnar Prokop blev enkemand 31. december 2006, da hans hustru igennem 40 år Liese Prokop døde. De har sammen to sønner og en datter. Deres datter Karin Prokop er østrigsk tidligere håndboldspiller og politiker. Hans barnebarn, der også hedder Gunnar Prokop, er også håndboldspiller.